# تراول سرویس (مجارستان)
تراول سرویس (به انگلیسی: Travel Service) یک شرکت هواپیمایی با کد یاتا 7O است که در تاریخ ۲۰۰۱ میلادی تأسیس شده است. دفتر مرکزی تراول سرویس در بوداپست، مجارستان واقع شده‌است و به ۱۹ مقصد، پرواز مستقیم انجام می‌دهد.